# Presidencia de Joe Biden
La presidencia de Joe Biden comenzó al mediodía EST (17:00 UTC) el 20 de enero de 2021, cuando fue investido como el 46.º presidente de los Estados Unidos, y Kamala Harris al mismo tiempo fue investida como la 49.ª vicepresidenta de los Estados Unidos.
La victoria de Biden en las elecciones presidenciales de 2020 fue formalizada por el Colegio Electoral el 14 de diciembre de 2020. Durante la certificación del voto del Colegio Electoral por una sesión conjunta del Congreso el 6 de enero de 2021, un grupo de manifestantes pro-Trump irrumpieron en el edificio del Capitolio, retrasando la certificación final hasta las 3:44 a. m. del 7 de enero.
Fue sucedido por Donald Trump el 20 de enero de 2025 para su segundo mandato tras haber ganado las elecciones presidenciales de 2024.

## Elecciones presidenciales de 2020

Resultados de las elecciones de 2020.

Biden anunció que se postularía para la presidencia en abril de 2019, a través de un video y luego de dos campañas presidenciales fallidas en 1988 y 2008.
El 7 de noviembre, cuatro días después del día de la elección, el candidato demócrata Joe Biden fue anunciado como el virtual ganador de las elecciones presidenciales, a la espera de los cómputos finales y posterior ratificación de los resultados por parte de los diferentes estados. El día 14 de diciembre Biden fue oficialmente elegido presidente por parte del Colegio Electoral. La elección del colegio electoral fue ratificada por el Senado el día 6 de enero de 2021.
Esta fue la primera elección presidencial en la que ambos candidatos principales tienen más de 70 años de edad. Esta elección también rompió el récord de participación, ya que ambos candidatos principales obtuvieron una cifra superior a los 70 millones de votos, siendo ambos los candidatos más votados de la historia.

## Período de transición e inauguración

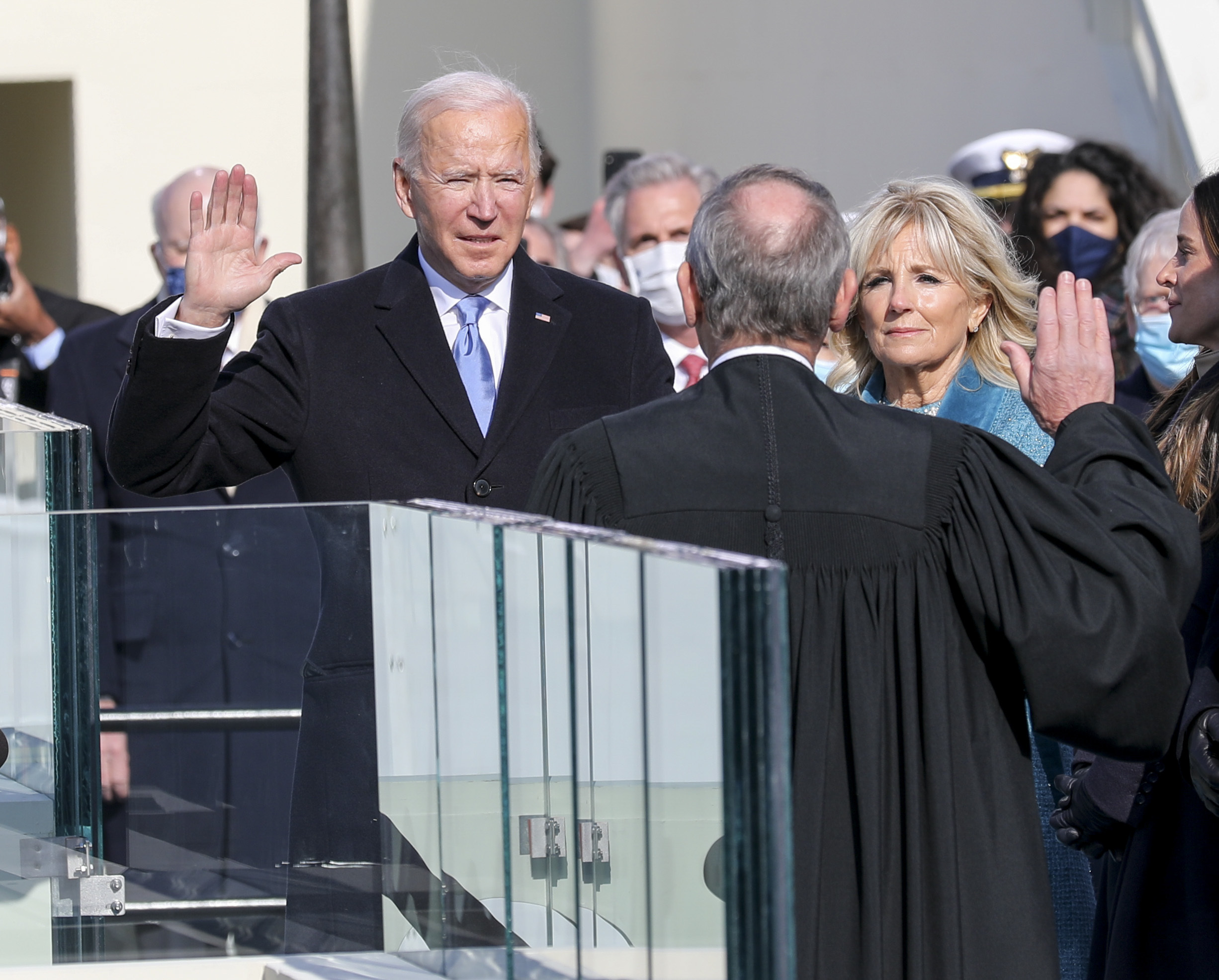
El presidente del Tribunal Supremo, John Roberts, administra el juramento presidencial a Biden en el Capitolio, el 20 de enero de 2021.

Dos días después de convertirse en el ganador previsto, Biden anunció la formación de un grupo de trabajo, copresidido por el ex cirujano general Vivek Murthy, el excomisionado de la FDA David A. Kessler y Marcella Nunez-Smith de la Universidad de Yale, para asesorarlo sobre el COVID-19.
El 11 de noviembre de 2020, Biden eligió a Ron Klain (quien fue el jefe de gabinete de Biden durante su vicepresidencia) para ser su jefe de gabinete de la Casa Blanca. El 17 de noviembre de 2020, Biden anunció que había seleccionado a Mike Donilon como asesor principal y a Steve Ricchetti como consejero. Jennifer O'Malley Dillon, quien se había desempeñado como directora de campaña para la exitosa campaña presidencial de Biden, fue nombrada subdirectora de personal. El presidente electo Biden planeaba anunciar a sus primeros nominados al gabinete antes del Día de acción de gracias de 2020. El 22 de noviembre de 2020, varios medios de comunicación informaron que Biden había seleccionado a Antony Blinken para secretario de Estado, Linda Thomas-Greenfield como embajadora ante las Naciones Unidas y Jake Sullivan como consejero de Seguridad Nacional. El 23 de noviembre de 2020, Biden eligió a John Kerry como su enviado para el cambio climático, Alejandro Mayorkas como secretario de Seguridad Nacional y Avril Haines como directora de Inteligencia Nacional. Durante diciembre y enero, Biden continuó eligiendo a los miembros de su gabinete, como Marty Walsh, el exalcalde de Boston, como su secretario de Trabajo.[cita requerida]
Tras el Asalto al Capitolio a manos de manifestantes de Donald Trump, el 20 de enero de 2021, en ausencia de este último, quien partió hacia Florida más temprano esa misma mañana, Joe Biden fue juramentado por el presidente del Tribunal Supremo de los Estados Unidos, John Roberts, como el 46.º presidente de los Estados Unidos, completando el juramento del cargo a las 11:49 a. m. EST, once minutos antes del inicio legal de su mandato. Mientras administraba el juramento del cargo a cientos de funcionarios de la Casa Blanca a través de videoconferencias, Biden pidió más cortesía en la política, diciendo: "Si alguna vez trabaja conmigo y escucho que trata a otro colega con falta de respeto hablando con alguien, lo prometo, te despediré en el acto... Sin peros, ni peros".

## Política nacional

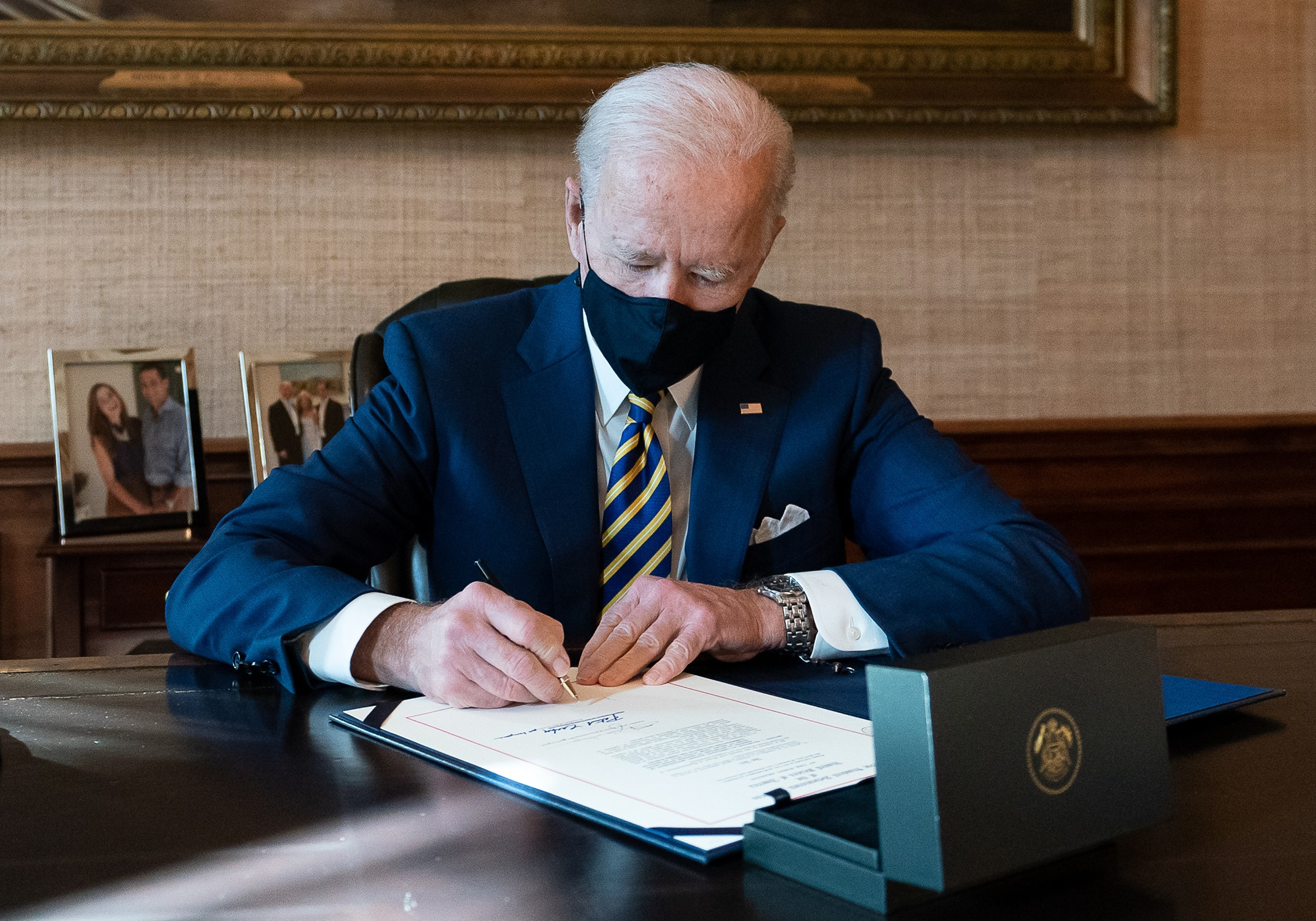
Biden firma su primer proyecto de ley como presidente, HR 335.

El 22 de enero de 2021, Biden promulgó la ley H.R.335, la cual establece una excepción a una restricción sobre el nombramiento de un secretario de Defensa que, en los últimos siete años, había estado en servicio activo en un componente regular de las fuerzas armadas. La firma de HR 335 hizo posible que el general Lloyd Austin se desempeñara como secretario de Defensa de Biden. Austin fue confirmado tanto por el Senado como por la Cámara ese mismo día, convirtiendo a Austin en el primer secretario de Defensa afroamericano.

### Política para la pandemia COVID-19
El 20 de enero de 2021, su primer día como presidente, Biden implementó un mandato de máscara federal, requiriendo el uso de máscaras y distanciamiento social en todos los edificios federales, en tierras federales y por empleados y contratistas federales. Biden también firmó una orden ejecutiva que detuvo la retirada de Estados Unidos de la OMS, convirtiendo al Dr. Anthony Fauci en el jefe de la delegación ante la OMS. El 21 de enero, la administración publicó un documento de 200 páginas titulado "Estrategia nacional para la respuesta al COVID-19 y la preparación para una pandemia". En su segundo día en el cargo, el 21 de enero de 2021, Biden promulgó la Ley de Producción de Defensa, que permite al presidente dirigir la fabricación de productos críticos, asegurando la disponibilidad de viales de vidrio y jeringas a nivel federal. Al justificar su uso del acto, Biden dijo: "Y cuando digo tiempo de guerra, la gente me mira como '¿tiempo de guerra?' Bueno, como dije anoche, 400.000 estadounidenses han muerto. Eso es más de lo que han muerto en toda la Segunda Guerra Mundial. 400.000. Esta es una empresa en tiempos de guerra". El 21 de enero de 2021, Biden firmó 10 órdenes ejecutivas relacionadas con la pandemia COVID-19. Para cumplir con su objetivo de vacunación de 100 millones de inyecciones en sus primeros 100 días en el cargo, Biden firmó una orden ejecutiva aumentando los suministros para vacunación, pruebas y equipo de protección personal. Biden firmó otra orden ejecutiva que impulsa el desarrollo de terapias para tratar COVID-19, y otras dos órdenes ejecutivas que crean una Junta Nacional de Pruebas de Pandemias, hecha para mejorar la capacidad de prueba de coronavirus de EE. UU. Y un Grupo de Trabajo de Equidad en Salud de COVID-19 para garantizar una pandemia "equitativa" respuesta y recuperación. Biden también firmó una orden el 21 de enero de 2021 que ordenó a FEMA que ofreciera reembolsos completos a los estados por el costo de usar su propio personal de la Guardia Nacional y suministros de emergencia como Equipo de Protección Personal en las escuelas.

#### Plan de rescate estadounidense
El 14 de enero de 2021, Biden reveló una estrategia COVID-19 de $ 1,9 billones. El plan incluye $ 1 billón en ayuda directa, incluidos $ 1,400 por persona en cheques para estadounidenses que trabajan, y proporcionará vivienda directa y asistencia nutricional, expandiendo el acceso a cuidado infantil seguro y confiable y atención médica asequible, aumentando el salario mínimo, extendiendo el seguro de desempleo y dando a las familias con niños y trabajadores sin hijos un impulso de emergencia este año. También ampliará la elegibilidad de estos cheques a los dependientes adultos que hayan quedado fuera de rondas anteriores de ayuda. El plan incluye adicionalmente $ 440 mil millones en apoyo comunitario, proporcionando $ 350 mil millones de apoyo comunitario a los socorristas mientras que el resto se destina a subvenciones para pequeñas empresas y agencias de tránsito; $ 400 mil millones para un plan nacional de vacunación y reapertura de escuelas; y $ 10 mil millones para tecnología de la información, modernizando la infraestructura federal de ciberseguridad.
En su primera rueda de prensa, Jen Psaki, secretaria de prensa de la Administración Biden, dijo que es probable que el plan cambie. El plan dice que la Ley de Producción de Defensa se utilizará para salvaguardar la producción de más suministros pandémicos en los EE. UU. La promulgación de la Ley de Producción de Defensa permitirá al presidente Biden dirigir la fabricación de productos críticos, asegurando la disponibilidad de viales de vidrio, jeringas y otros suministros. El plan permite a los socios de los estados crear centros de vacunas en estadios, centros de convenciones y farmacias. En el plan, el gobierno federal identificará las comunidades que han sido más afectadas por el COVID-19 y se asegurará de que la vacuna no les llegue a un ritmo injusto. Además, el plan lanzará una campaña nacional para educar a los estadounidenses sobre la vacuna y COVID-19, dirigida a la información errónea relacionada con la pandemia. Las vacunas también estarán disponibles gratuitamente para todos los ciudadanos independientemente del estado migratorio del plan. También en el plan de Biden, emitirá una estrategia de prueba nacional que intenta mitigar la propagación de COVID-19 aumentando la capacidad del laboratorio y expandiendo las pruebas. El plan también creará un nuevo programa que desarrolla nuevos tratamientos para COVID-19.

### Política en medios de comunicación
Según el índice Chapultepec de la Sociedad Interamericana de Prensa (SIP), en 2021 Estados Unidos fue calificado décimo en el ránking americano de libertad de expresión y prensa, como país con «baja restricción» a la libertad de prensa. En 2022 el país escaló a la séptima posición, y en 2023 descendió a la octava; aún manteniendo su calificación «baja restricción».

### Política medioambiental
El 20 de enero de 2021, Biden firmó una orden ejecutiva que unió a Estados Unidos al Acuerdo de París. Con la reincorporación de Estados Unidos al acuerdo, los países responsables de dos tercios de las emisiones globales de GEI se comprometerán a convertirse en carbono neutral.
El mismo día, Biden también canceló la construcción del oleoducto Keystone XL, una extensión del oleoducto Keystone, al firmar una orden ejecutiva. El oleoducto fue fuertemente criticado por activistas y grupos ambientalistas y nativos americanos. Como resultado de la orden ejecutiva, TC Energy se vio obligada a eliminar más de 1,000 trabajos de construcción tanto en Canadá como en los Estados Unidos. Esta orden también ordenó a las agencias revisar y revertir más de 100 acciones realizadas por el presidente Donald Trump sobre el medio ambiente.

### Política de migración
El 20 de enero de 2021, Biden detuvo la construcción del muro fronterizo de Trump, poniendo fin a la emergencia nacional declarada por la administración Trump en febrero de 2018. Biden puso fin a la prohibición de viajar impuesta por Trump a países predominantemente musulmanes en enero de 2017. Biden también reafirmó protecciones a los beneficiarios de DACA. El 20 de enero de 2021, Biden envió un memorando al Departamento de Estado que restableció la salida forzada diferida (DED) a los liberianos. El 21 de enero de 2021, Biden propuso un proyecto de ley que, si se aprueba, reemplazaría la palabra "extranjero" por "no ciudadano" en la ley de inmigración de Estados Unidos.

## Política económica
Al inicio de la presidencia de Joe Biden, el desempleo se ubicaba en un 6,7 % y existía un déficit fiscal de USD 3,1 billones, el más alto en la historia del país. Inicialmente, las políticas de Biden fueron expansivas y se concentraron en sacar a la economía estadounidense de la crisis económica.

### Reformas económicas

#### Plan de Rescate Estadounidense
El Plan de Rescate Estadounidense es un programa de estímulo económico de USD 1,9 billones promulgado el 11 de marzo de 2021. Los elementos más importante de este programa son la entrega de cheques de USD 1400 por persona, el aumento del crédito tributario para niños, la extensión de los seguros de desempleo y la entrega de 350 000 millones de dólares a los estados para ayudarlos a mitigar los efectos presupuestarios de la pandemia. Según dos estudios publicados por Moody's y el Center on Budget and Policy Priorities, el plan creó 4 millones de empleos, disipó los riesgos de una recesión de doble caída, redujo el desempleo en dos puntos, elevó el crecimiento del PIB en 2,7 puntos porcentuales (del 3 % al 5,7 %) y sacó a 3,7 millones de niños de la pobreza, principalmente por el crédito tributario para niños. También tuvo un leve impacto en la inflación, del 0,35 %.

#### Ley de Inversión en Infraestructura y Empleos
El Plan Bipartidista de Infraestructura es un programa de inversión en obras públicas promulgado el 15 de noviembre de 2021. El plan cuesta en total USD 1,2 billones incluyendo: 110 mil millones en inversión en carreteras, puentes y otras obras de gran tamaño; 11 mil millones invertidos en mejoras a la seguridad en el sistema de transporte público; 39 mil millones invertidos en modernizar el sistema de tránsito; 66 mil millones invertidos en ampliar y modernizar el sistema ferroviario; 7,5 mil millones invertidos para ampliar la red de cargadores de vehículos eléctricos; 73 mil millones invertidos en infraestructura energética y 65 mil millones invertidos en la expansión del sistema de banda ancha. Según un análisis de S&P Global, para 2030, el plan agregaría 880 mil empleos, aumentaría el ingreso personal per cápita en USD 100 por persona (+10,5 %) y potenciaría la economía estadounidense en 1,4 billones.

#### Ley de CHIPS y Ciencia
La Ley de Creación de Incentivos Útiles para la Producción de Semiconductores para América (conocida como Ley de CHIPS y Ciencia) es una ley firmada por Biden el 9 de agosto de 2022 que proporciona un impulso a la industria nacional de semiconductores y a la investigación con un coste total de USD 280 mil millones. Esta ley incluye 52 mil millones en subsidios y créditos fiscales para las compañías privadas que fabriquen semiconductores en Estados Unidos y 200 mil millones para financiar nuevas iniciativas de fabricación e investigación en sectores como la inteligencia artificial, la robótica, la computación cuántica y otras innovadoras tecnologías. Según la Casa Blanca, esta ley fortalecerá la industria manufacturera estadounidense, la cadena de suministro y creará "miles de empleos sindicalizados en la construcción bien remunerados y miles de empleos industriales altamente calificados". China criticó duramente esta ley, asegurando que Estados Unidos quiere "aislar artificialmente a China, el mercado más grande del mundo, de la cadena industrial".

#### Ley de Reducción de la Inflación
La Ley de la Reducción de la Inflación es un proyecto aprobado por el Senado y la Cámara que busca frenar la inflación mediante la reducción del déficit fiscal, la reducción de los precios de algunos medicamentos y el aumento de la oferta energética, bajando así los precios de los combustibles. El proyecto generaría ingresos por USD 737 mil millones a través de: un impuesto especial del 1 % sobre la recompra de acciones, disminuir la evasión de impuestos, un impuesto mínimo corporativo del 15 % y la negociación de precios para medicamentos. El proyecto incluye USD 369 mil millones de inversión pública en energías verdes, 64 mil millones en salud pública, 4 mil millones para combatir sequías y 80 mil millones en la expansión y modernización del IRS, dejando como ahorro neto 300 mil millones.
Según Energy Innovation, este proyecto de ley podría crear hasta 1,5 millones de nuevos empleos y aumentaría el PIB entre un 0,84 y un 0,88 % en 2030. Según Resources for the Future, el proyecto de ley reduciría los precios de la energía hasta en un 6,7 % en un periodo de 10 años, lo que permitiría a los hogares estadounidenses ahorrar en promedio 220 dólares al año. Los senadores demócratas publicitaron la opinión de varios economistas destacados, quienes afirmaron que este proyecto de ley efectivamente reduciría la inflación.
Cálculos posteriores indican que el costo de la Ley de Reducción de la Inflación sería mucho más alto de lo inicialmente proyectado. Goldman Sachs proyecta que la ley costaría 1.2 billones de dólares, y este gasto generaría 3 billones de dólares de inversión privada amigable con el clima.

### Resumen estadístico
Primer año: enero 2021-enero 2022
| Variable                                     | Inicio Presidencia: enero 2021 | Enero 2022        | Variación (%) |
| -------------------------------------------- | ------------------------------ | ----------------- | ------------- |
| Empleos (en millones)                        | 143,0                          | 149,7             | +4.7%         |
| Tasa de desempleo                            | 6,4%                           | 4,0%              | -2.4 puntos   |
| Desempleados (en millones)                   | 10.2                           | 6.5               | -36,3%        |
| Índice de Precios al Consumidor              | 262.200                        | 281.933           | +7,5%         |
| PIB real (en billones USD)                   | 18.9 (Q4 2020)                 | 20,0 (Q4 2021)    | +5,8%         |
| PIB real per cápita (en USD)                 | $57.005 (Q4 2020)              | $60.154 (Q4 2021) | +5,5%         |
| Deuda Federal (en billones USD)              | 27.7 (Q4 2020)                 | 29,6 (Q4 2021)    | +6,9%         |
| Deuda Federal (como % de PIB)                | 127,8% (Q4 2020)               | 121,6% (Q4 2021)  | -6.2 puntos   |
| Déficit fiscal (en miles de millones USD)    | 3.132 (FY 2020)                | 2,776 (FY 2021)   | -11,4%        |
| Déficit fiscal (como % de PIB)               | 14,9% (2020)                   | 11,9% (2021)      | -3 puntos     |
| Déficit comercial (en miles de millones USD) | 678.7                          | 861.4             | +26,9%        |
| Déficit comercial (como % de PIB)            | 3,6%                           | 4,3%              | +0.7 puntos   |
| índice de Gini                               | Sin data                       | -                 | -             |

De enero de 2021 hasta al último periodo registrado.
| Variable                                     | Inicio Presidencia: enero 2021 | Septiembre 2023   | Variación (%) |
| -------------------------------------------- | ------------------------------ | ----------------- | ------------- |
| Empleos (en millones)                        | 143,0                          | 156,9             | +9,7%         |
| Tasa de desempleo                            | 6,4%                           | 3,8%              | -2.6 puntos   |
| Desempleados (en millones)                   | 10.2                           | 6.4               | -37,3%        |
| Índice de Precios al Consumidor              | 262.200                        | 307.481           | +17,2%        |
| PIB real (en billones USD)                   | 20.7 (Q4 2020)                 | 22.5 (Q3 2023)    | +8,7%         |
| PIB real per cápita (en USD)                 | $62.414 (Q4 2020)              | $67.039 (Q3 2023) | +7.4%         |
| Deuda Federal (en billones USD)              | 27.7 (Q4 2020)                 | 32.3 (Q2 2023)    | +16.6%        |
| Deuda Federal (como % de PIB)                | 126% (Q4 2020)                 | 119,5% (Q2 2023)  | -6,5 puntos   |
| Déficit fiscal (en miles de millones USD)    | 3.132 (FY 2020)                | 1.695 (FY 2023)   | -54,1%        |
| Déficit fiscal (como % de PIB)               | 14,9% (2020)                   | 5,4% (2022)       | -9,5 puntos   |
| Balanza comercial (en miles de millones USD) | -651.2 (2020)                  | -861,7 (2021)     | -32,3%        |
| Balanza comercial (como % de PIB)            | -3,12% (2020)                  | -3,70% (2021)     | .-0,58 puntos |
| índice de Gini                               | Sin data                       | Sin data          | Sin data      |

### Comparación histórica
Comparación del rendimiento económico de Joe Biden con diversos presidentes estadounidenses.
| Variable                                 | George W. Bush | Barack Obama | Donald Trump | Joe Biden (2021-) |
| ---------------------------------------- | -------------- | ------------ | ------------ | ----------------- |
| Creación de empleos (millones)           | +1.357         | +11.573      | -2.611       | +10.291           |
| Déficits acumulados (miles de millones)  | 3.548          | 6.528        | 7.670        | 1.375             |
| Déficit anual promedio (como % de PIB)   | 3.3%           | 4.9%         | 8.8%         | Sin datos         |
| Tasa de crecimiento PIB (promedio anual) | +2.2%          | +1.6%        | +1.2%        | +5.9%             |
| Tasa de crecimiento PIB acumulado        | +19%           | +13%         | +4.7%        | +5.9%             |

## Política exterior

### Ucrania

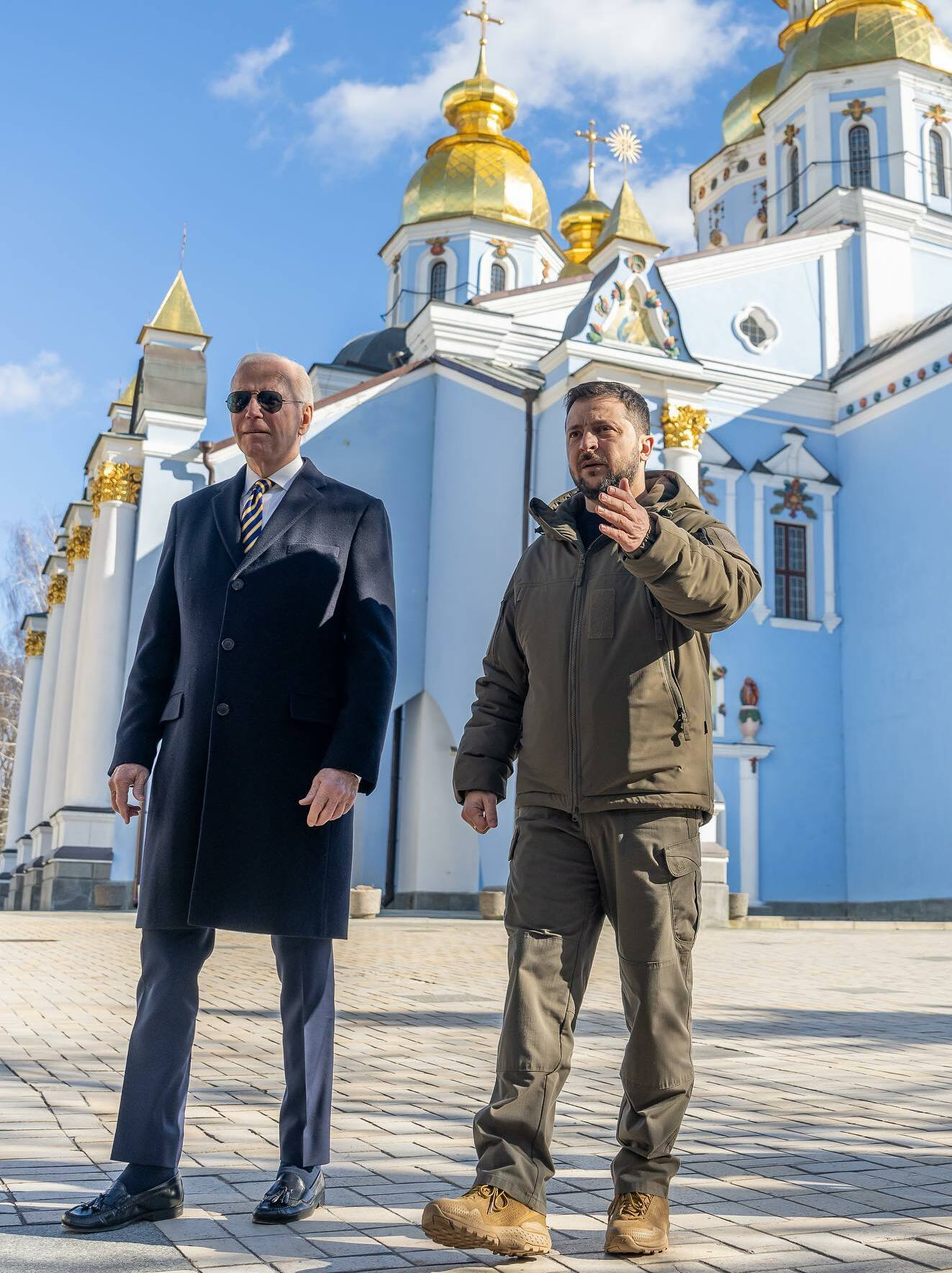
Joe Biden visitando Kyiv en 2023 durante la guerra ruso-ucraniana.

La administración de Joe Biden adoptó una postura más intervencionista en Ucrania y más dura frente a Rusia. En agosto de 2021, Biden ordenó el envío de armas estadounidenses a Ucrania por valor de 60 millones de dólares.La inteligencia estadounidense detectó los planes rusos para invadir Ucrania y se los transmitió al gobierno ucraniano. Biden se entrevistó en diciembre de 2021 con el presidente ruso Vladímir Putin y trató de calmar su inquietud sobre la expansión de la OTAN diciéndole que era poco probable que Ucrania fuera aceptada como miembro. Putin propuso un tratado de paz con Estados Unidos que pusiera fin a la expansión de la OTAN hacia el este. Biden lo rechazó y optó por acelerar las entregas de armas a Ucrania y los preparativos para la guerra contra Rusia en suelo ucraniano.Biden también amenazó, en febrero de 2022, con "poner fin" al gasoducto Nord Stream 2 si Rusia invadía Ucrania.Por su parte, la vicepresidenta estadounidense, Kamala Harris, le recomendó a Zelenski que organizase un gobierno ucraniano en el exilio y un plan de sucesión.
Para 2024, la mitad de los medios de comunicación ucranianos tenían al gobierno estadounidense como su fuente mayoritaria de ingresos, y otro 35% de los medios ucranianos reconocía recibir pagos de dicho gobierno.Los pagos los realizaba la agencia gubernamental USAID. La vuelta de Donald Trump a la presidencia, en enero de 2025, paralizó temporalmente la operación de USAID.

#### Apoyo militar
Estados Unidos tiene desplegados militares en Ucrania desde abril de 2014 para la capacitación de las fuerzas armadas ucranianas. La administración Obama puso límites estrictos al envío de material e inteligencia a Ucrania. A partir de 2018, sin embargo, Donald Trump autorizó la primera entrega de armas al ejército ucraniano, antitanques Javelin.
En diciembre de 2021, el Departamento de Defensa de los Estados Unidos proporcionó a Ucrania 60 millones de dólares de ayuda militar inmediata. En febrero de 2022, Antony Blinken autorizó otros 350 millones de dólares.
En enero de 2022, la CIA estadounidense informó al gobierno ucraniano en detalle de los planes rusos de invasión. El personal de la CIA permaneció en Ucrania cuando el resto de la embajada fue evacuada, el 12 de febrero de 2022, para seguir recopilando inteligencia y pasándosela al gobierno ucraniano. Según fuentes ucranianas y estadounidenses, la CIA ha construido doce bases secretas a lo largo de la frontera rusa que constituyen el «sistema nervioso» de las fuerzas armadas ucranianas: transmiten información sobre objetivos rusos a bombardear, monitorizan los movimientos rusos y dan apoyo a sus redes de espías.
En febrero de 2022, la administración Biden se fijó tres objetivos en la guerra: 1) que Ucrania sobreviviese como país independiente, democrático y con libertad para integrarse en Occidente; 2) preservar la unidad entre EE. UU. y sus aliados; 3) evitar un conflicto directo entre Rusia y la OTAN. Que Kiev recuperase los territorios ocupados por Rusia no formaba parte de los objetivos.
En marzo de 2022, el presidente Joe Biden consiguió del Congreso autorización para entregar 13 600 millones de dólares en ayuda a Ucrania y en abril solicitó 33 000 millones más, al estar casi agotada la primera entrega. Las armas entregadas o prometidas incluyeron baterías de artillería guiada, blindados, artillería antiaérea, munición, etc. Era la primera vez que Estados Unidos entregaba armas ofensivas a Ucrania. Para agosto de 2023, el total de armas, asistencia financiera y ayuda humanitaria entregada por EE. UU. a Ucrania ascendía a 111 000 millones de dólares.
A partir de abril de 2022, Estados Unidos estableció un centro de inteligencia en su base de Weisbaden (Alemania) desde la que la OTAN pasó a planificar y coordinar todos los lanzamientos de misiles y drones ucranianos así como sus ofensivas terrestres. Los estadounidenses se encargaban de identificar y seleccionar objetivos contra los que luego disparaban los ucranianos. Entre los ataques más sonados de 2022 destacan el hundimiento del Moskvá, el buque insignia de la Flota del Mar Negro de la Armada rusa, la destrucción de puentes de pontones rusos en Severodonetsk y los bombardeos del cuartel general del 58.º Ejército ruso de armas combinadas y del puerto de Sebastopol.
La siguiente escalada fue el envío por la administración Biden de cohetes guiados HIMARS a Ucrania. Todos los disparos se programaban desde Wiesbaden contra objetivos autorizados por Estados Unidos. Con el paso del tiempo, la administración Biden autorizó también la presencia de militares estadounidenses y agentes de la CIA en zonas de combate, así como bombardeos en el interior de Rusia.
En julio de 2023, el anuncio por la Casa Blanca de la entrega de bombas de racimo a Ucrania causó controversia porque la mayoría de la comunidad internacional prohíbe ese tipo de munición. Tras las derrotas ucranianas en su "contraofensiva de primera" y en la batalla de Bajmut, la administración Biden envió secretamente a Ucrania misiles de largo alcance ATACMS así como una treintena de militares estadounidenses a Kiev en misión de "consejeros".
Políticos estadounidenses han defendido la entrega de armas a Ucrania con el argumento de que crea empleo en Estados Unidos.
El día 17 de noviembre de 2024, según The New York Times y The Washington Post, Biden autorizó el uso de misiles estadounidense de largo alcance (ATACMS) en Ucrania. Sin embargo, esto no ha sido confirmado por la Casa Blanca o el Pentágono. 
Tras la derrota demócrata en las elecciones presidenciales de 2024, la administración Biden abandonó todas sus líneas rojas en su apoyo al gobierno de Kiev; entre otras, autorizó bombardeos de largo alcance con inteligencia y armas estadounidenses en territorio ruso, envió minas antipersona, permitió que los militares estadounidenses estacionados en Kiev se estableciesen en el frente de combate e impuso severas sanciones a la industria energética rusa, incluyendo a 200 buques petroleros y a la producción y exportación de GNL. También insistió hasta el final en que Ucrania llamase a filas a todos los varones jóvenes de 18 a 25 años, medida que el gobierno ucraniano rechazó sistemáticamente.
Para marzo de 2025, el gobierno estadounidense había enviado armas a Ucrania por valor de 66 500 millones de dólares. La lista incluía 10.000 antitanques Javelin, 3.000 antiaéreos portátiles Stinger, tres baterías antiaéreas Patriot, 76 tanques, 272 morteros, 40 HIMARS, 20 helicópteros Mi-17 y más de 500 millones de balas y granadas.
Tras el regreso de Donald Trump a la Casa Blanca hubo un punto de inflexión en las relaciones ucranianas-estadounidenses, pues desde su campaña electoral declaró que habría un cambio importante en la participación estadounidense en el conflicto; asimismo afirmó que quería redactar un tratado de paz entre Rusia y Ucrania, algo que generó polémica; también dijo que retiraría toda la ayuda militar estadounidense a Ucrania. La política de Trump se vio materializada el 28 de febrero de 2025, cuando Volodímir Zelenski asistió a una reunión con Trump en el Despacho Oval con la finalidad de firmar un tratado para que el gobierno ucraniano pagara con concesiones de sus depósitos de tierras raras la ayuda militar que le brindó Estados Unidos. Ahí ocurrió una confrontación, donde el presidente estadounidense acusó a Zelenski de mostrar nulo interés en resolver el conflicto y de no agradecer el apoyo estadounidense durante el conflicto. Como resultado, el presidente ucraniano se retiró de la Casa Blanca antes de firmar el tratado. Unos días antes del suceso, Trump había acusado a Zelenski de ser un «dictador» por no celebrar elecciones en Ucrania en más de 6 años, cosa que ocurre debido a que las leyes de Ucrania prohíben la realización de elecciones mientras esté la ley marcial vigente.
El Kremlin aseguró que la política de Trump estaba "alineada en gran medida" con la rusa en cuanto a Ucrania. Funcionarios rusos aplaudieron la postura de la administración de Trump, y el ministro de Asuntos Exteriores, Serguéi Lavrov, lo calificó como el «primer, y hasta ahora, único líder occidental» en reconocer lo que Moscú considera la verdadera causa de la guerra. Otras figuras del Kremlin, incluido el vicepresidente del Consejo de Seguridad de Rusia, aplaudieron a Trump por adoptar un tono más duro hacia Zelenski, llegando a calificar al líder ucraniano de «dictador».

### Medio Oriente

#### Siria
El 25 de febrero de 2021, a tan solo 35 días de asumir como presidente de los Estados Unidos, Joe Biden ordenó el bombardeo aéreo a Siria contra supuestas milicias pro-Irán. El Pentágono dijo que fue una represalia por un ataque con cohetes en Irak a principios de este mes que mató a un contratista civil e hirió a un miembro del servicio estadounidense y otras tropas de la coalición; la ofensiva por parte de Biden mató a veintidós personas.

#### Israel
Durante su audiencia de confirmación en el Senado, el secretario de Estado designado Tony Blinken dijo que la administración Biden continuaría reconociendo a Jerusalén como la capital de Israel y mantendría la embajada de Estados Unidos en Israel. Al mismo tiempo se ha mostrado favorable a la coexistencia de Israel con un estado palestino independiente.

#### Afganistán
Anteriormente, en febrero de 2020, la administración Trump había llegado a un acuerdo con los talibanes para retirar completamente las fuerzas estadounidenses antes del 1 de mayo de 2021. En abril de 2021, el presidente Biden anunció formalmente que las tropas estadounidenses se retirarían de Afganistán antes del 11 de septiembre de 2021, lo que marcaría el fin de la guerra más larga de Estados Unidos. Según el profesor de Princeton Julian E. Zelizer, Biden "claramente aprendió mucho de su tiempo en la presidencia de Obama", y demostró que "es un político capaz de aprender y evolucionar, al contrario de algunos de los escépticos de las primarias que pensaban no entendía cómo había cambiado la política ". Según el periodista del Washington Post Steven Levingston, "Obama escuchó a los líderes militares que le advirtieron que la retirada sería un error. Mientras tanto, Biden era el principal funcionario de la administración que defendía un papel mucho más limitado para las fuerzas estadounidenses en Afganistán. Más tarde, Biden continúe diciendo que pudo decir por el 'lenguaje corporal' de Obama que estaba de acuerdo con esa evaluación, aunque finalmente la rechazó ".
Poco después de que comenzara la retirada de las tropas estadounidenses, los talibanes lanzaron una ofensiva contra el gobierno afgano, avanzando rápidamente frente al colapso de las Fuerzas Armadas afganas. El presidente Biden defendió la retirada, diciendo "Confío en la capacidad del ejército afgano, que está mejor entrenado, mejor equipado y ... más competente en términos de conducir la guerra".
A principios de julio de 2021, la mayoría de las tropas estadounidenses en Afganistán se retiraron. Biden se refirió a la retirada, afirmando que: "Es muy poco probable que los talibanes se apoderen de todo y sean dueños de todo el país". Sin embargo, el 15 de agosto, en medio de una ofensiva de los talibanes, el gobierno afgano colapsó. y el presidente afgano Ashraf Ghani huyeron del país. Biden reaccionó ordenando a 6.000 soldados estadounidenses que ayudaran en la evacuación del personal estadounidense y los aliados afganos. Ha sido criticado por la forma de la retirada estadounidense.
El 16 de agosto, Biden abordó la situación "desordenada", asumiendo la responsabilidad ("la pelota se acaba conmigo") y admitiendo que la situación "se desarrolló más rápidamente de lo que habíamos anticipado". Defendió su decisión de retirarse, diciendo que los estadounidenses no deberían estar "muriendo en una guerra en la que las fuerzas afganas no están dispuestas a luchar por sí mismas", ya que "el ejército afgano colapsó [contra los talibanes], a veces sin intentar luchar". Biden atribuyó en parte la falta de una evacuación temprana de los civiles afganos a la oposición del gobierno afgano a un "éxodo masivo" que, en su opinión, provocaría una "crisis de confianza".
Robert O'Neill, quien afirma que disparó y mató a Osama bin Laden en 2011, ha desatado una furiosa diatriba en Twitter en la que calificó al presidente Joe Biden de un "desastre", y agregó: "Esta es la peor pérdida en la historia de Estados Unidos. Nuestro presidente más popular ha desaparecido. Demuestra que estoy equivocado ". 

#### Yemen
Durante su audiencia de confirmación en el Senado, Blinken dijo que la administración Biden pondría fin al apoyo al bombardeo saudí de los hutíes. También dijo que revisaría la designación de los hutíes como organización terrorista.

### Asia

#### China

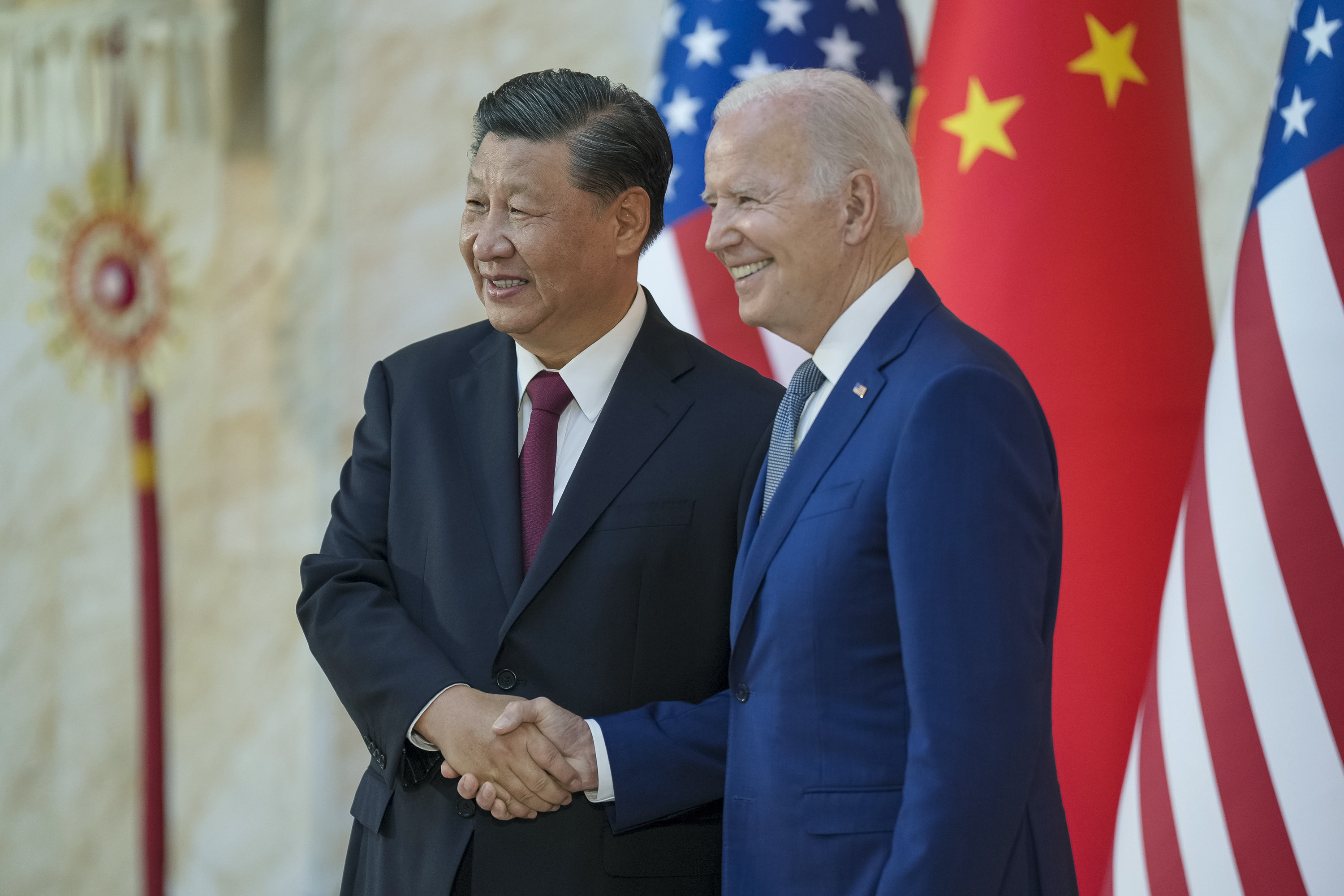
El presidente Biden y el presidente chino Xi Jinping en la Cumbre del G20 en noviembre de 2022.

Biden ha dicho que Estados Unidos debe "ponerse duro" con China y construir «un frente unido de aliados y socios estadounidenses para enfrentar los comportamientos abusivos y las violaciones de derechos humanos en China». Describió a China como el "competidor más serio" que plantea desafíos sobre la "prosperidad, la seguridad y los valores democráticos" de EE. UU..
Biden nombró a Antony Blinken para servir como Secretario de Estado, quien asumió el cargo el 26 de enero de 2021. Durante su audiencia de nominación, Blinken dijo que los enfoques optimistas previos hacia China eran defectuosos, y que el predecesor de Biden, Donald Trump, «tenía razón al adoptar un enfoque más duro hacia China» pero que no estaba de acuerdo con «la forma en que [Trump] lo hizo en varias áreas». Respaldó el informe del ex secretario de Estado Mike Pompeo de que China estaba cometiendo violaciones de derechos humanos en Sinkiang.
En marzo de 2021, Blinken, el asesor de seguridad nacional Jake Sullivan y otros funcionarios de la administración se reunieron con Yang Jiechi (miembro del Buró Político del Comité Central del Partido Comunista de China), el ministro de Relaciones Exteriores chino Wang Yi y otros funcionarios chinos en Alaska con acalorados intercambios sobre los abusos de los derechos humanos en China, ciberataques, sus amenazas contra Taiwán, su represión en Xinjiang y Hong Kong, y otros temas de interés estadounidense. La parte china respondió: «Estados Unidos no tiene la calificación para hablar con China desde una posición de fuerza [y] no sirve de modelo para otros [y] el desarrollo y el fortalecimiento de China es imparable».

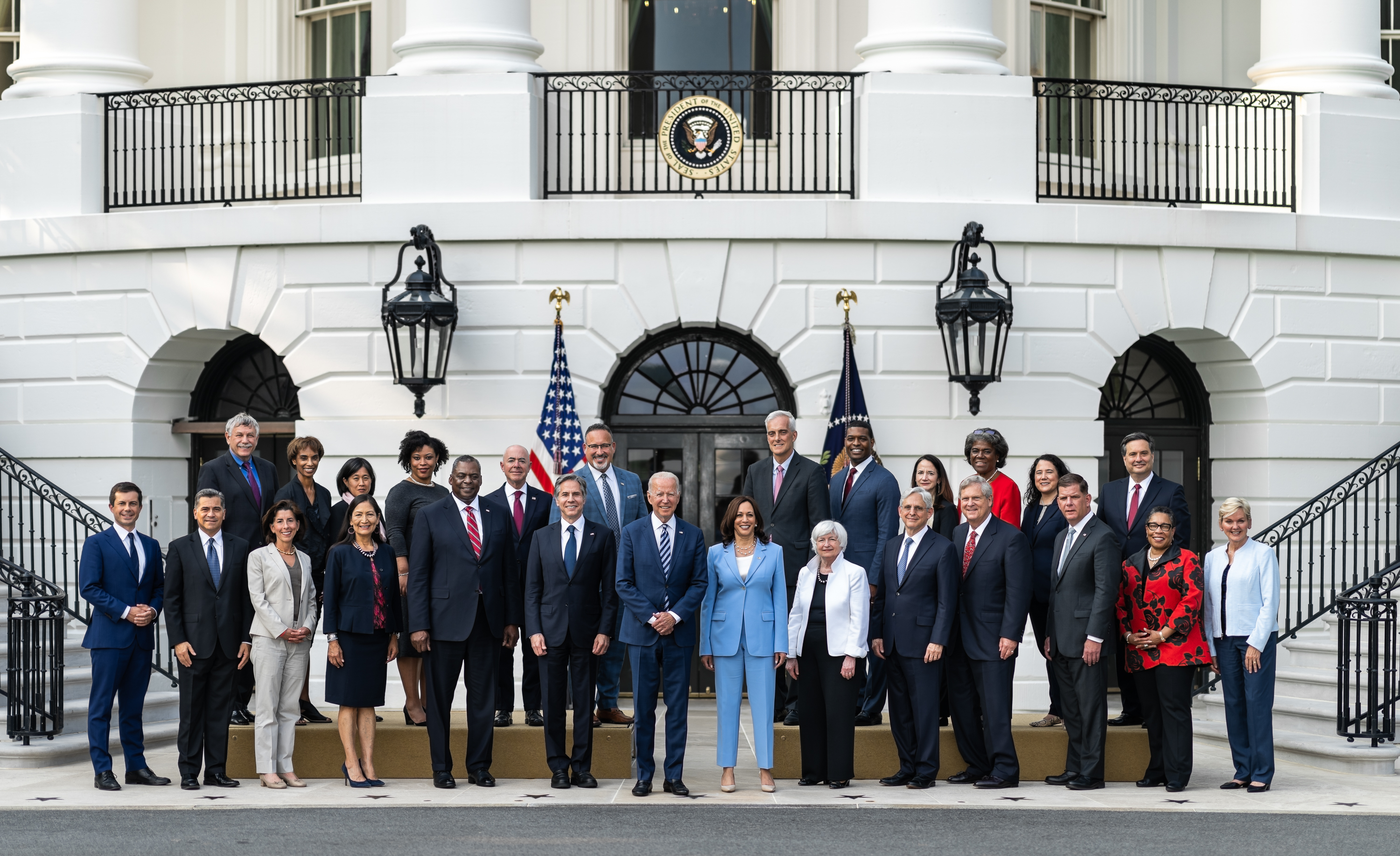
Gabinete a julio de 2021

En abril de 2021, se informó que la administración de Biden estaba reuniendo a los aliados de Estados Unidos en consideración de un boicot a los Juegos Olímpicos de Invierno de 2022 en Beijing. El mes siguiente, la administración eliminó al fabricante chino de dispositivos móviles Xiaomi de la lista negra militar china, revirtiendo la decisión de la administración anterior. Sin embargo, en junio Biden anunció una orden ejecutiva que entraría en vigor a partir del 2 de agosto y prohibiría a los estadounidenses invertir en 59 empresas chinas, incluida Huawei.

## Gabinete
| Gabinete de Biden                          | Gabinete de Biden          | Gabinete de Biden                                 |
| Cargo                                      | Titular                    | Período                                           |
| ------------------------------------------ | -------------------------- | ------------------------------------------------- |
| Vicepresidenta                             | Kamala Harris              | el 20 de enero de 2021 - el 20 de enero de 2025   |
| Secretario de Estado                       | Antony Blinken             | el 26 de enero de 2021 - el 20 de enero de 2025   |
| Secretaria del Tesoro                      | Janet Yellen               | el 26 de enero de 2021 - el 20 de enero de 2025   |
| Secretario de Defensa                      | Lloyd Austin               | el 22 de enero de 2021 - el 20 de enero de 2025   |
| Fiscal general                             | Merrick Garland            | el 11 de marzo de 2021 - el 20 de enero de 2025   |
| Secretaria de Interior                     | Deb Haaland                | el 16 de marzo de 2021 - el 20 de enero de 2025   |
| Secretario de Agricultura                  | Tom Vilsack                | el 24 de febrero de 2021 - el 20 de enero de 2025 |
| Secretaria de Comercio                     | Gina Raimondo              | el 3 de marzo de 2021 - el 20 de enero de 2025    |
| Secretario de Trabajo                      | Marty Walsh                | 23 de marzo de 2021 – 11 de marzo de 2023         |
| Secretario de Trabajo                      | Julie Su (Interina)        | el 11 de marzo de 2023 - el 20 de enero de 2025   |
| Secretario de Salud y Servicios Humanos    | Xavier Becerra             | el 19 de marzo de 2021 - el 20 de enero de 2025   |
| Secretaria de Vivienda y Desarrollo Urbano | Marcia Fudge               | 10 de marzo de 2021 – 22 de marzo de 2024         |
| Secretaria de Vivienda y Desarrollo Urbano | Adrianne Todman (Interina) | el 22 de marzo de 2024 - el 20 de enero de 2025   |
| Secretario de Transporte                   | Pete Buttigieg             | el 3 de febrero de 2021 - el 20 de enero de 2025  |
| Secretaria de Energía                      | Jennifer Granholm          | el 25 de febrero de 2021 - el 20 de enero de 2025 |
| Secretario de Educación                    | Miguel Cardona             | el 2 de marzo de 2021 - el 20 de enero de 2025    |
| Secretario de Asuntos de Veteranos         | Denis McDonough            | el 9 de febrero de 2021 - el 20 de enero de 2025  |
| Secretario de Seguridad Nacional           | Alejandro Mayorkas         | el 2 de febrero de 2021 - el 20 de enero de 2025  |

### Personal con categoría de miembro del Gabinete
| Personal con categoría de miembro del Gabinete             | Personal con categoría de miembro del Gabinete | Personal con categoría de miembro del Gabinete                                   |
| Cargo                                                      | Titular                                        | Período                                                                          |
| ---------------------------------------------------------- | ---------------------------------------------- | -------------------------------------------------------------------------------- |
| Jefe de Gabinete de la Casa Blanca                         | Ron Klain                                      | 20 de enero de 2021 - 8 de febrero de 2023                                       |
| Jefe de Gabinete de la Casa Blanca                         | Jeff Zients                                    | el 8 de febrero de 2023 - el 20 de enero de 2025                                 |
| Directora de Inteligencia Nacional                         | Avril Haines                                   | el 21 de enero de 2021 - el 20 de enero de 2025                                  |
| Director de la Agencia Central de Inteligencia             | William J. Burns                               | Desde el 19 de marzo de 2021 Elevado el 21 de julio de 2023                      |
| Administrador de la Agencia de Protección Ambiental        | Michael S. Regan                               | el 11 de marzo de 2021 - el 20 de enero de 2025                                  |
| Directora de la Oficina de Administración y Presupuesto    | Shalanda Young                                 | Interina: 24 de marzo de 2021 - 17 de marzo de 2022 Desde el 17 de marzo de 2022 |
| Embajadora ante las Naciones Unidas                        | Linda Thomas-Greenfield                        | el 25 de febrero de 2021 - el 20 de enero de 2025                                |
| Representante de Comercio                                  | Katherine Tai                                  | el 18 de marzo de 2021 - el 20 de enero de 2025                                  |
| Administradora de la Agencia Federal de Pequeños Negocios  | Isabel Casillas Guzmán                         | el 17 de marzo de 2021 - el 20 de enero de 2025                                  |
| Director del Consejo de Asesores Económicos                | Cecilia Rouse                                  | 12 de marzo de 2021 - 31 de marzo de 2023                                        |
| Director del Consejo de Asesores Económicos                | Jared Bernstein                                | el 10 de julio de 2023 - el 20 de enero de 2025                                  |
| Director de la Oficina de Política de Ciencia y Tecnología | Eric Lander                                    | 2 de junio de 2021 - 18 de febrero de 2022                                       |
| Director de la Oficina de Política de Ciencia y Tecnología | Alondra Nelson (Interina)                      | 18 de febrero de 2022 - 3 de octubre de 2022                                     |
| Director de la Oficina de Política de Ciencia y Tecnología | Arati Prabhakar                                | el 3 de octubre de 2022 - el 20 de enero de 2025                                 |

## Procedencia geográfica del Gabinete
| Estado              | Cargo                                                       | Nombre                  |
| ------------------- | ----------------------------------------------------------- | ----------------------- |
| Alabama             | Secretario de Defensa                                       | Lloyd Austin            |
| Alaska              | -                                                           | -                       |
| Arizona             | Secretaria de Interior                                      | Deb Haaland             |
| Arkansas            | -                                                           | -                       |
| California          | Vicepresidenta                                              | Kamala Harris           |
| California          | Secretario de Salud y Servicios Humanos                     | Xavier Becerra          |
| California          | Directora del Consejo de Asesores Económicos                | Cecilia Rouse           |
| California          | Administradora de la Agencia Federal de Pequeños Negocios   | Isabel Casillas Guzmán  |
| Carolina del Norte  | Administrador de la Agencia de Protección Ambiental         | Michael S. Regan        |
| Carolina del Sur    | -                                                           | -                       |
| Colorado            | -                                                           | -                       |
| Connecticut         | Secretario de Educación                                     | Miguel Cardona          |
| Connecticut         | Representante de Comercio                                   | Katherine Tai           |
| Dakota del Norte    | -                                                           | -                       |
| Dakota del Sur      | -                                                           | -                       |
| Delaware            | -                                                           | -                       |
| Florida             | -                                                           | -                       |
| Georgia             | -                                                           | -                       |
| Hawái               | -                                                           | -                       |
| Idaho               | -                                                           | -                       |
| Illinois            | Fiscal general                                              | Merrick Garland         |
| Indiana             | Secretario de Transporte                                    | Pete Buttigieg          |
| Iowa                | -                                                           | -                       |
| Kansas              | -                                                           | -                       |
| Kentucky            | -                                                           | -                       |
| Luisiana            | Directora de la Oficina de Administración y Presupuesto     | Shalanda Young          |
| Luisiana            | Embajadora ante las Naciones Unidas                         | Linda Thomas-Greenfield |
| Maine               | -                                                           | -                       |
| Maryland            | -                                                           | -                       |
| Massachusetts       |                                                             |                         |
| Míchigan            | -                                                           | -                       |
| Minnesota           | Secretario de Asuntos de Veteranos                          | Denis McDonough         |
| Misisipi            | -                                                           | -                       |
| Misuri              | -                                                           | -                       |
| Montana             | -                                                           | -                       |
| Nebraska            | -                                                           | -                       |
| Nevada              | -                                                           | -                       |
| Nueva Jersey        | -                                                           | -                       |
| Nueva York          | Secretario de Estado                                        | Antony Blinken          |
| Nueva York          | Secretaria del Tesoro                                       | Janet Yellen            |
| Nueva York          | Directora de Inteligencia Nacional                          | Avril Haines            |
| Nuevo Hampshire     | -                                                           | -                       |
| Nuevo México        | -                                                           | -                       |
| Ohio                | Secretaria de Vivienda y Desarrollo Urbano                  | Marcia Fudge            |
| Oklahoma            | -                                                           | -                       |
| Oregón              | -                                                           | -                       |
| Pensilvania         | Presidente de los Estados Unidos                            | Joe Biden               |
| Pensilvania         | Secretario de Agricultura                                   | Tom Vilsack             |
| Rhode Island        | Secretaria de Comercio                                      | Gina Raimondo           |
| Tennessee           | -                                                           | -                       |
| Texas               | -                                                           | -                       |
| Utah                | -                                                           | -                       |
| Vermont             | -                                                           | -                       |
| Virginia            | -                                                           | -                       |
| Virginia Occidental | -                                                           | -                       |
| Washington          | -                                                           | -                       |
| Washington D. C.    | Jefe de Gabinete de la Casa Blanca                          | Jeff Zients             |
| Wisconsin           | Secretaria de Trabajo                                       | Julie Su                |
| Wyoming             | -                                                           | -                       |
| En el exterior      |                                                             |                         |
| Canadá              | Secretaria de Energía                                       | Jennifer Granholm       |
| Cuba                | Secretario de Seguridad Nacional                            | Alejandro Mayorkas      |
| India               | Directora de la Oficina de Política de Ciencia y Tecnología | Arati Prabhakar         |